# Dorfkirche Friedersdorf (Heidesee)

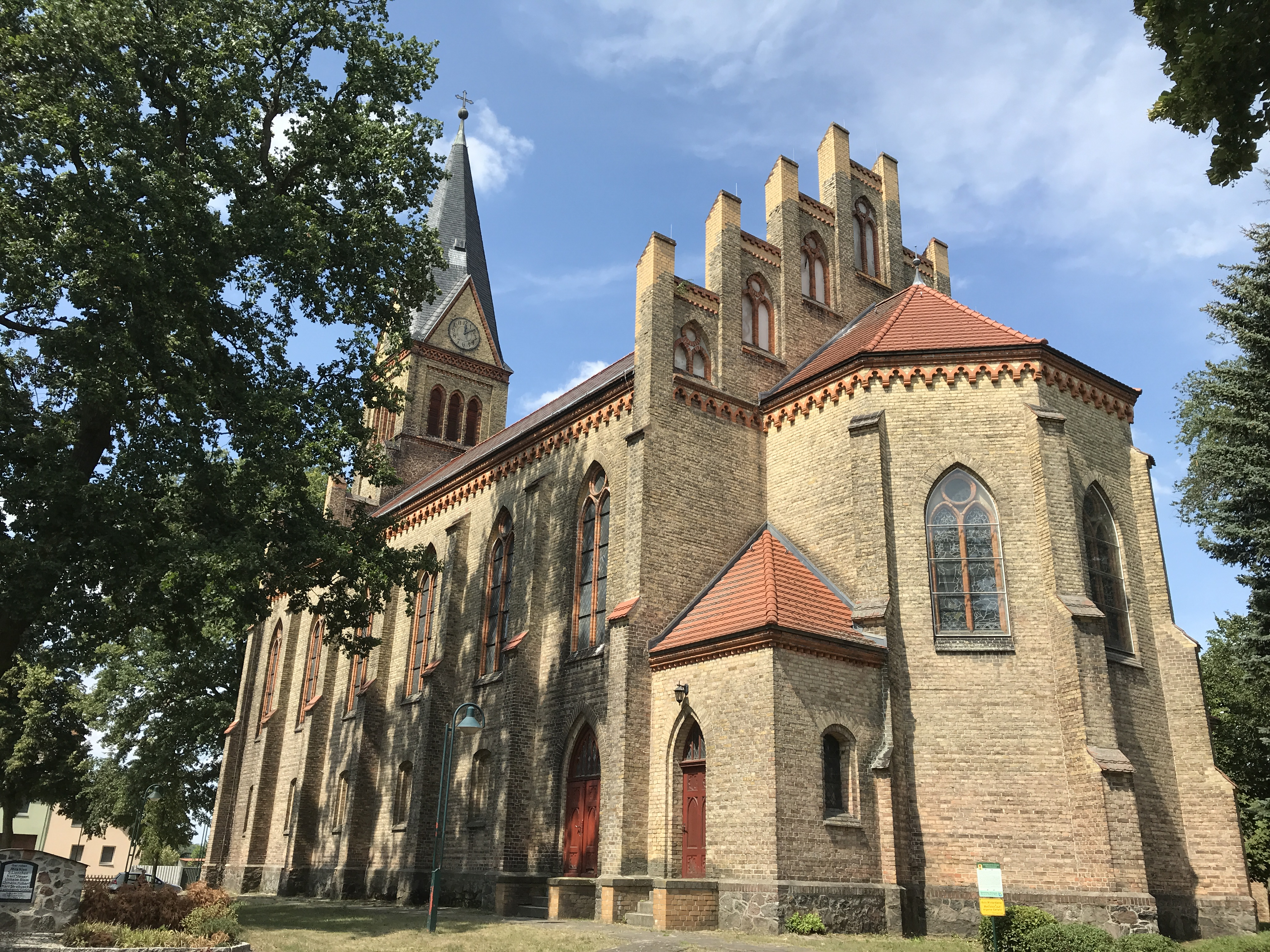
Dorfkirche Friedersdorf

Die evangelische Dorfkirche Friedersdorf ist ein neugotischer Sakralbau aus dem Ende des 19. Jahrhunderts in Friedersdorf, einem Ortsteil der Gemeinde Heidesee im Landkreis Dahme-Spreewald im Land Brandenburg. Die Kirchengemeinde gehört zum Kirchenkreis Oderland-Spree der Evangelischen Kirche Berlin-Brandenburg-schlesische Oberlausitz.

## Lage
Die Lindenstraße führt als zentrale Verbindung in Nord-Süd-Richtung durch den Ort. Am historischen Dorfanger umspannt die westlich verlaufende Hauptstraße ein ellipsenförmiges Grundstück, auf dem das Bauwerk steht. Das Gelände ist nicht eingefriedet.

## Geschichte
Bis 1878 befand sich im Ort eine kleine Fachwerkkirche, die im Laufe der Jahrhunderte alt und baufällig geworden war. Nach ihrem Abriss errichtete der Bauunternehmer Möhring aus Beeskow in den Jahren 1878 bis 1880 nach einem Entwurf des Bauinspektors Deutschmann einen Neubau. An der Ausführung waren nach Angaben des Brandenburgischen Landesamtes für Denkmalpflege und Archäologischen Landesmuseums (BLDAM) der Maurerpolier Grasse aus Glienicke sowie der Zimmermeister Aumann aus Groß Lichterfelde beteiligt. Die Kirchweihe fand am 10. Juni 1880 im Beisein des Generalsuperintendenten Kögel statt. 1904 und 1905 ließ die Kirchengemeinde Umbaumaßnahmen durchführen, deren genaue Ausführung bislang nicht bekannt ist. Die drei zu dieser Zeit vorhandenen Glocken gingen im Laufe der beiden Weltkriege im Zuge von Metallspenden des deutschen Volkes nach und nach verloren. 1917 traf dies zunächst die mittelgroße Glocke, 1923 die große Glocke aus dem Jahr 1305. Zum Ende des Zweiten Weltkrieges verlor die Kirchengemeinde im Jahr 1943 auch noch die dritte Glocke aus dem Jahr 1621. Als „Ersatz“ kam eine Stahlglocke aus dem Jahr 1922 in den Kirchturm. In den 1960er Jahren fand eine Umgestaltung des Innenraums statt. 1994 ließ die Gemeinde eine Photovoltaikanlage auf das Satteldach des Langhauses montieren. Im gleichen Jahr zogen Handwerker unterhalb der Empore eine Glaswand ein, mit der im nunmehr abgetrennten Raum eine Winterkirche realisiert werden konnte.
Seit 2022 befindet sich in der Kirche die Friedersdorfer Bilderbibel – Die Heilige Schrift mit unseren Gesichtern. Bei diesem Projekt entstanden 28 großformatige Fotos und Montagen von Friedersdorfer Bewohnern, die biblische Szenen aus dem Alten und Neuen Testament nachstellten. Die Kirchengemeinde nahm außerdem von 2021 bis 2023 am Förderwettbewerb Blühende Dorfkirchen teil, der vom Förderkreis Alte Kirchen Berlin-Brandenburg initiiert wurde. Dort gewann die Kirchengemeinde den zweiten Preis und nutzte das Preisgeld für die Sanierung einer Seitentür. Sanierungsbedarf besteht weiterhin bei Geläut. Es bestand vor den Weltkriegen aus drei Bronzeglocken, die verloren gingen. Bevor ein neues Geläut im Turm aufgehängt werden kann, muss dieser jedoch umfangreich saniert werden. Die Kosten werden auf 400.000 bis 500.000 Euro geschätzt.

## Baubeschreibung

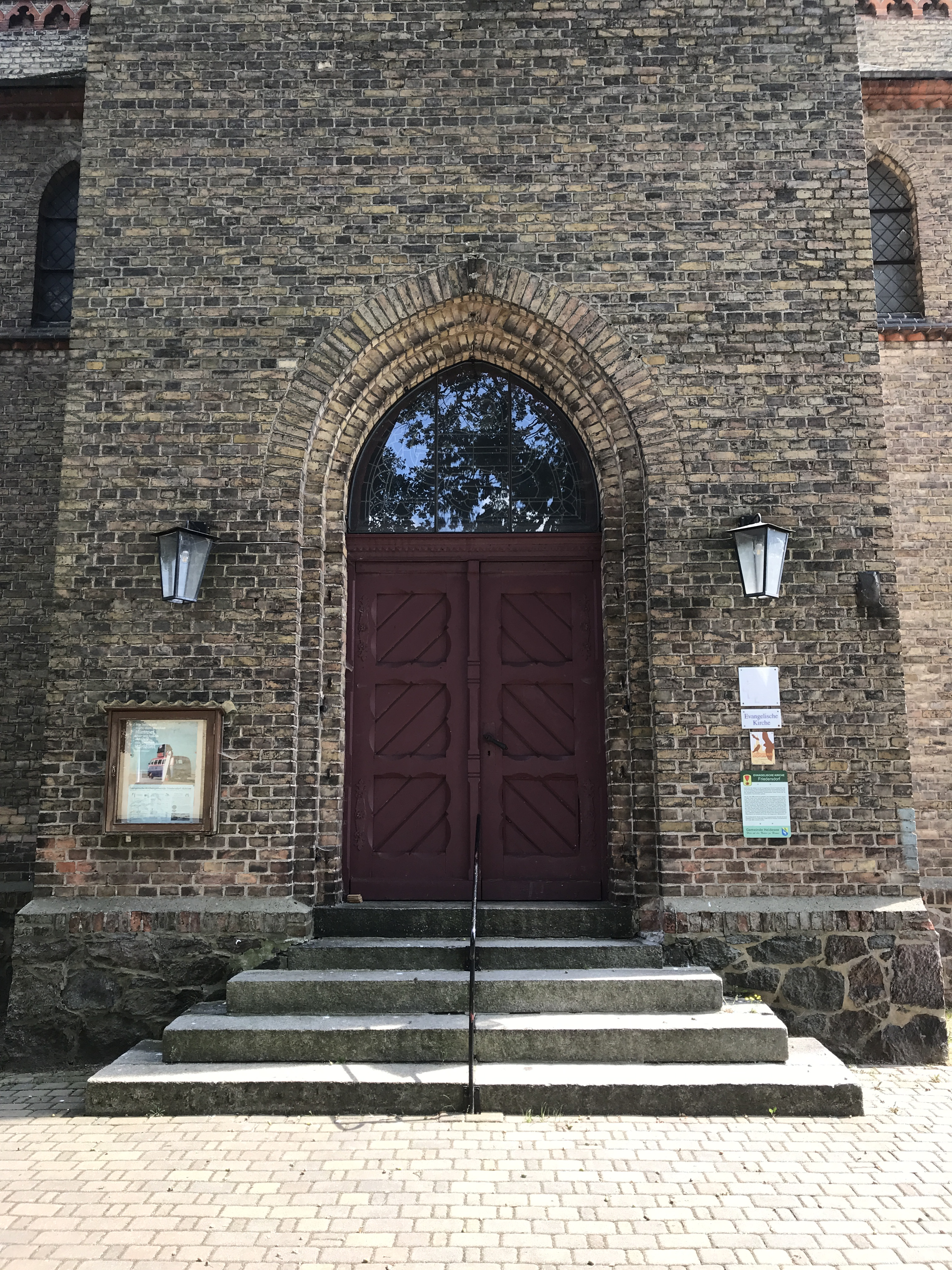
Westportal

Das Bauwerk wurde im Wesentlichen aus dunklem Mauerstein errichtet, die aus der Ortslage Kablow-Ziegelei der Stadt Königs Wusterhausen stammen. Der Chor ist stark eingezogen und hat einen Fünfachtelschluss. Am Chorschluss sowie an den angrenzenden Feldern ist je ein Spitzbogenfenster mit Maßwerk, dazwischen dreifach getreppte Strebepfeiler. Am Übergang zum Dach ist ein umlaufender Fries, der sich am Kirchenschiff fortsetzt. An der Nord- und Südseite des Chors ist jeweils ein stark eingezogener Anbau mit einem rechteckigen Grundriss. An deren Ostseite ist je ein Rundbogenfenster, an der Nord- bzw. Südseite je eine spitzbogenförmige Pforte. Oberhalb der Ostwand erhebt sich ein aufwändig gestalteter Stufengiebel, in dessen sieben Felder je eine Blende mit Maßwerk um einen darüber angebrachten Fries eingearbeitet wurden. Die Ostwand des Schiffs ist ansonsten geschlossen.
Die Seitenwände des Langhauses sind streng symmetrisch gegliedert. Zwischen je einem getreppten Strebepfeiler ist im unteren Bereich ein gedrückt-segmentbogenförmiges Fenster, darüber ein Lanzettfenster mit Maßwerk. Am südlichen Langhaus ist im östlichen Feld eine spitzbogenförmige Pforte. Das Schiff trägt ein schlichtes Satteldach, auf dessen südlicher Seite eine Photovoltaikanlage montiert wurde.
An das Schiff schließt sich der 47 m hohe, quadratische und stark eingezogene Westturm an. Er kann durch ein spitzbogenförmiges Westportal mit einem zweifach getreppten Gewände betreten werden. An der Nord- und Südseite ist je ein polygonaler Anbau mit je einem Spitzbogenfenster im unteren und drei weiteren Fenstern im darüberliegenden Geschoss. Der Westgiebel ist ebenfalls getreppt und mit Blenden verziert. Der umlaufende Fries am Langhaus setzt sich als schmales Gesims im Turmgeschoss fort. Die schlanke Form wird durch zurückspringende Felder betont, so dass die horizontal verlaufenden Linien als Lisenen optisch nach oben streben. In den so entstandenen Feldern sind im unteren Bereich eine, darüber zwei paarweise angeordnete spitzbogenförmige Öffnungen. Oberhalb eines weiteren Gesimses sind an jeder Seite je drei Klangarkaden, darüber ein achtfach geknickter Turmhelm mit Turmuhr; darüber eine Turmkugel mit Kreuz.

## Ausstattung

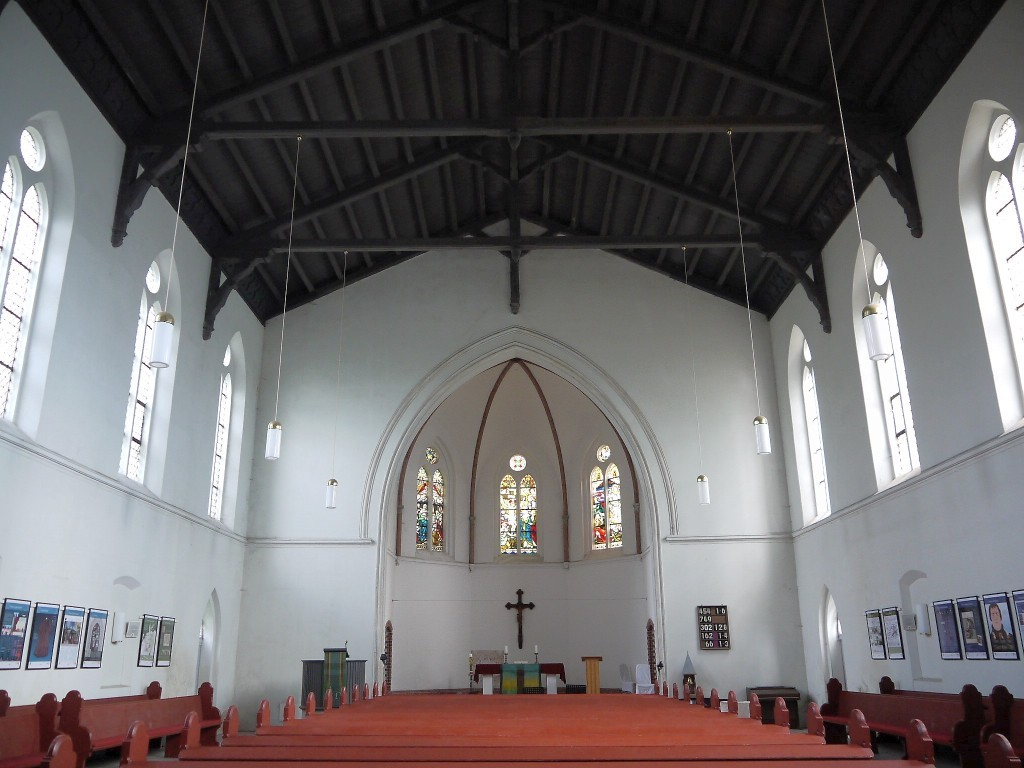
Innenraum (2018)

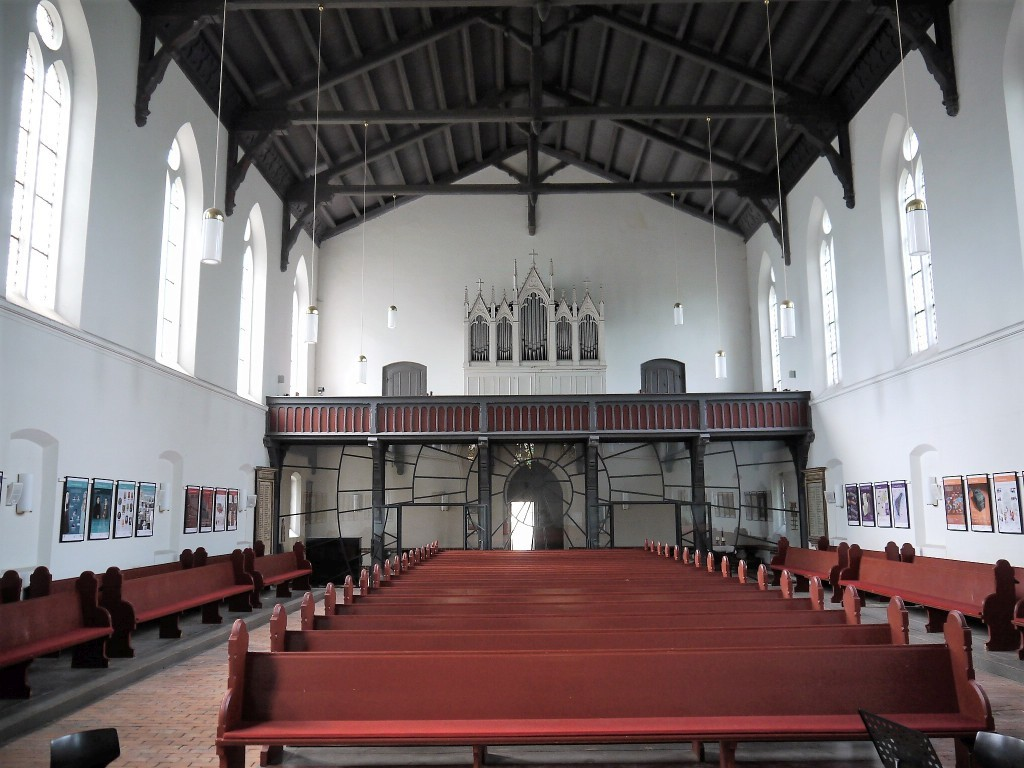
Innenraum, Blick zur Orgel

Die Kirchenausstattung bestehend aus Altar, Kanzel und Fünte wurde in den 1960er Jahren neuzeitlich ersetzt. Erhalten blieben nur ein Altarkreuz sowie eine Taufschale aus Messing. Hinter der nunmehr schlichten Mensa hängt ein hölzernes Kruzifix. Die Fenster im Chor zeigen in einer farbigen Glasmalerei die Geburt Jesu, die Kreuzigung Christi sowie die Auferstehung Jesu Christi. Sie waren eine Stiftung des Rittergutsbesitzers Wollmann aus Blossin. Auf der Westempore steht eine Orgel mit zwei Manualen, 14 Registerzügen und 11 klingenden Stimmen von Albert Lang aus Berlin. Darunter wurde eine strahlförmig verzierte Glaswand eingezogen, die den dahinterliegenden Raum als Winterkirche erschließt. In der Kirche stehen vier Holztafeln, die unter anderem an die Gefallenen aus den Befreiungskriegen erinnern.
Südöstlich der Kirche erinnert ein Denkmal an sechs namentlich bekannte und 21 unbekannte Soldaten.
Im Turm befindet sich im Jahr 2018 lediglich eine Glocke, die die Kirchengemeinde im Zweiten Weltkrieg als Ersatz erhielt. Sie stammt aus dem Jahr 1922, wurde aus Stahl gegossen und hat einen Durchmesser von über einem Meter bei einem Gewicht von rund 700 kg. Die Kirchengemeinde bemüht sich, das Geläut mit zwei weiteren Glocken wieder zu komplettieren.